# Kraftstoffverdunstung

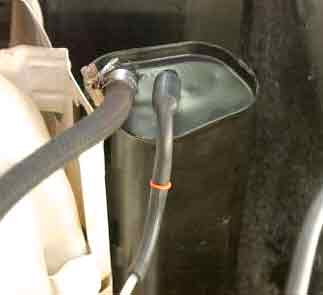
Aktivkohlefilter

Jeder Benzintank hat eine Druckausgleichsleitung. Damit wird erreicht, dass durch das Leerfahren kein Unterdruck erzeugt werden kann und der Tank nicht zusammengezogen wird. Über die Druckausgleichsleitung strömt also Luft in den Tank nach.
Bei Erwärmung und Ausdehnung des Kraftstoffs wird außerdem über den Druckausgleich ein Aufplatzen des Tanks verhindert. Die beim Ausgleich entweichenden Benzindämpfe werden über eine Leitung zum Aktivkohlefilter geführt und bei stehendem Fahrzeug dort aufgefangen und zwischengespeichert.

## Statistische Erhebungen
Nach Berechnungen des Umweltbundesamtes in Berlin können bei ungünstigen Bedingungen (extreme Sonneneinstrahlung) jährlich 6–8 Liter Benzin pro Fahrzeug verdampfen. Mit einem Aktivkohlefilter lassen sich etwa 80–90 % dieser Verdunstungsemissionen auffangen, die dann bei laufendem Motor wieder abgesaugt und der Verbrennung zugeführt werden.

## Gesetzliche Vorgaben
Bevor ein neuer Fahrzeugtyp genehmigt wird, muss sichergestellt sein, dass er den diesbezüglichen gesetzlichen Regelungen entspricht. 
Die Typprüfung (Typ IV) dient der Bestimmung von Kohlenwasserstoff-Verdunstungsemissionen aus Fahrzeugen mit Fremdzündungsmotor (Ottomotor) und besteht aus zwei Teilen: 
- Der Bestimmung der Verdunstungsverluste beim Heißabstellen

- Der Bestimmung der Tankatmungsverluste

Zur Überprüfung dient eine gasdichte Kammer SHED (sealed housing for evaporative determination).
Beim ersten Teil der Prüfung wird das Fahrzeug im betriebswarmen Zustand in dieser Kammer abgestellt.
Beim zweiten Teil wird das Fahrzeug in dieser Kammer einem genau vorgeschriebenen Temperaturzyklus unterzogen.
Bei diesen Prüfungen sind insgesamt 2 Gramm (!) Kohlenwasserstoffe zulässig.
Die Ausdünstungen kommen jedoch nicht nur aus dem Tank – geschätzt etwa 60 % Anteil –, sondern auch, und besonders bei Neufahrzeugen, von den vielen Weichmachern aus Gummi- und Kunststoffteilen, Unterbodenschutz, Lacken usw.
Vorgeschrieben für die Typprüfung ist ein Prüffahrzeug, welches 3000 km eingefahren wurde und bei dem der Aktivkohlefilter in diesem Zeitraum normal beansprucht wurde.
Früher waren im Tankdeckel kleine Löcher eingestanzt, wobei zwar der Unterdruck vermieden wurde, der Treibstoff aber ungefiltert verdunsten konnte.